# Champagnac-la-Rivière
Champagnac-la-Rivière este o comună în departamentul Haute-Vienne din centrul Franței. În 2009 avea o populație de 560 de locuitori.

## Evoluția populației
| An        | 1975 | 1982 | 1990 | 1999 | 2006 | 2009 |
| --------- | ---- | ---- | ---- | ---- | ---- | ---- |
| Populație | 678  | 662  | 576  | 557  | 550  | 560  |